# ONUSAL

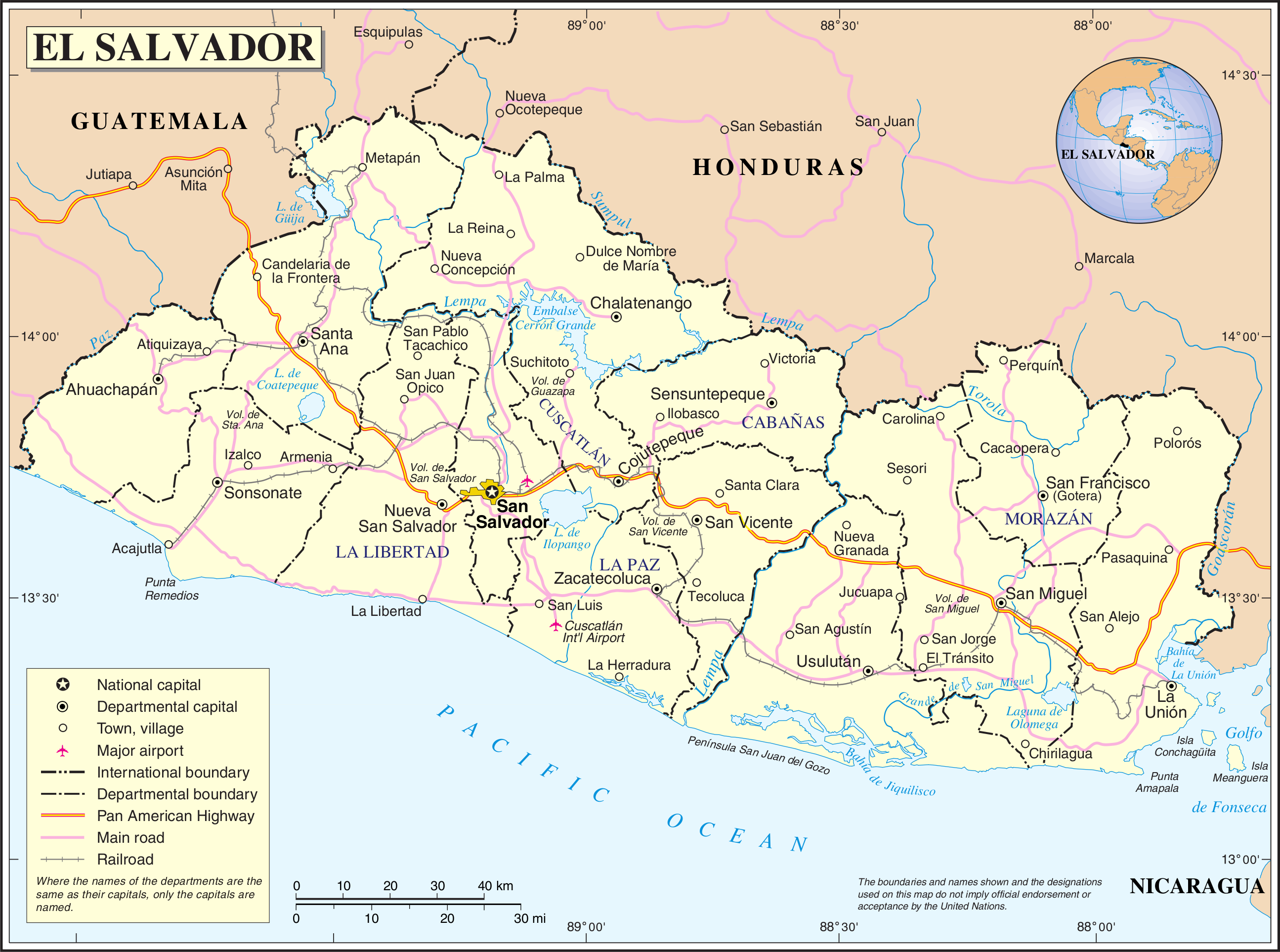
El Salvador.

ONUSAL (spaans: Misión de Observadores de Naciones Unidas en El Salvador), of Waarnemersmissie van de VN in El Salvador in het Nederlands, was een VN-waarnemingsmacht in El Salvador van juli 1991 tot april 1995.

## Achtergrond
Begin jaren 1980 waren de landen Nicaragua, Honduras en ook El Salvador in conflict
met elkaar. In Nicaragua voerden allerlei groeperingen een gewapende strijd tegen de overheid. Die groeperingen
werden heimelijk gesteund door de Verenigde Staten. Die laatsten gingen ook een overeenkomst aan met
Honduras tegen communistische bewegingen in Nicaragua en El-Salvador.
In El Salvador was een burgeroorlog begonnen tussen de overheid en de communistische beweging
FMLN. Rond 1990 werd onderhandeld over vrede wat in
1992 leidde tot de Vrede van Chapultepec.

## Mandaat
ONUSAL werd in juni 1991 opgericht door de VN-Veiligheidsraad
om toe te zien op de uitvoering van de akkoorden tussen El Salvador en de communistische
rebellenbeweging FMLN in dat land. Het land had er op dat
moment al tien jaar burgeroorlog op zitten. De akkoorden hielden onder meer een staakt-het-vuren, de
hervorming van het leger, de creatie van een nieuwe politie, de hervorming van justitie,
mensenrechten en landhervormingen in.
In december 1992 kwam het conflict echt ten einde. In maart en april 1994 vonden verkiezingen
plaats die eveneens door ONUSAL werden waargenomen. Op 30 april 1995 liep het mandaat van de missie af.
Een kleine groep, MINUSAL, bleef hierna nog in El Salvador om het land te blijven bijstaan met de uitvoering
van de vredesakkoorden.

## Beschrijving

### Kosten
ONUSAL heeft zo'n 107,7 miljoen dollar gekost.

### Sterkte
| Onderdeel             | Toegestaan          | Hoogtepunt                    | Slachtoffers |
| --------------------- | ------------------- | ----------------------------- | ------------ |
| Militaire waarnemers  | 380                 | 368                           | 0            |
| Politiewaarnemers     | 631 (februari 1992) | 315 (mei 1992)                | 3            |
| Verkiezingswaarnemers |                     | 900 (tijdens de verkiezingen) | 0            |

## Medaille

Baton van de ONUSAL-Medaille

Zoals gebruikelijk stichtte de secretaris-generaal van de Verenigde Naties een van de Medailles voor Vredesmissies van de Verenigde Naties voor de deelnemers. Deze ONUSAL Medaille wordt aan militairen en politieagenten verleend.

### Landen
- Argentinië
- Oostenrijk
- Brazilië
- Canada
- Chili
- Colombia

- Ecuador
- Frankrijk
- Guyana
- India
- Ierland
- Italië

- Mexico
- Noorwegen
- Spanje
- Zweden
- Venezuela

## Betrokken resoluties van de Veiligheidsraad
- Resolutie 693 Veiligheidsraad Verenigde Naties (1991): oprichting
- Resolutie 729 Veiligheidsraad Verenigde Naties (1992): eerste verlenging
- Resolutie 784 Veiligheidsraad Verenigde Naties (1992): tijdelijke uitbreiding mandaat
- Resolutie 791 Veiligheidsraad Verenigde Naties (1992): tweede verlenging
- Resolutie 832 Veiligheidsraad Verenigde Naties (1993): derde verlenging en uitbreiding mandaat
- Resolutie 888 Veiligheidsraad Verenigde Naties (1993): vierde verlenging
- Resolutie 920 Veiligheidsraad Verenigde Naties (1994): vijfde verlenging
- Resolutie 961 Veiligheidsraad Verenigde Naties (1994): zesde verlenging
- Resolutie 991 Veiligheidsraad Verenigde Naties (1995): bevestigde de beëindiging